# Royal Aquarium

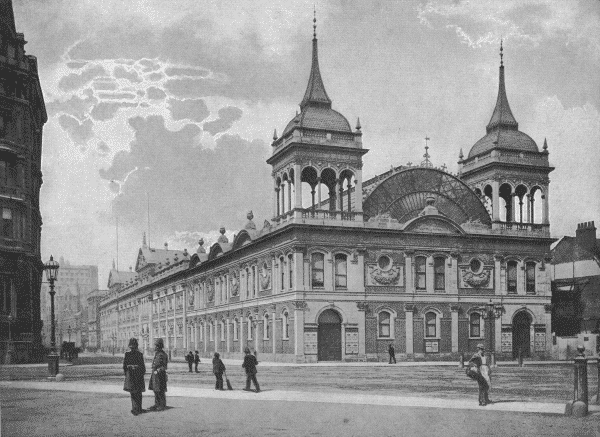
Royal Aquarium, 1876.

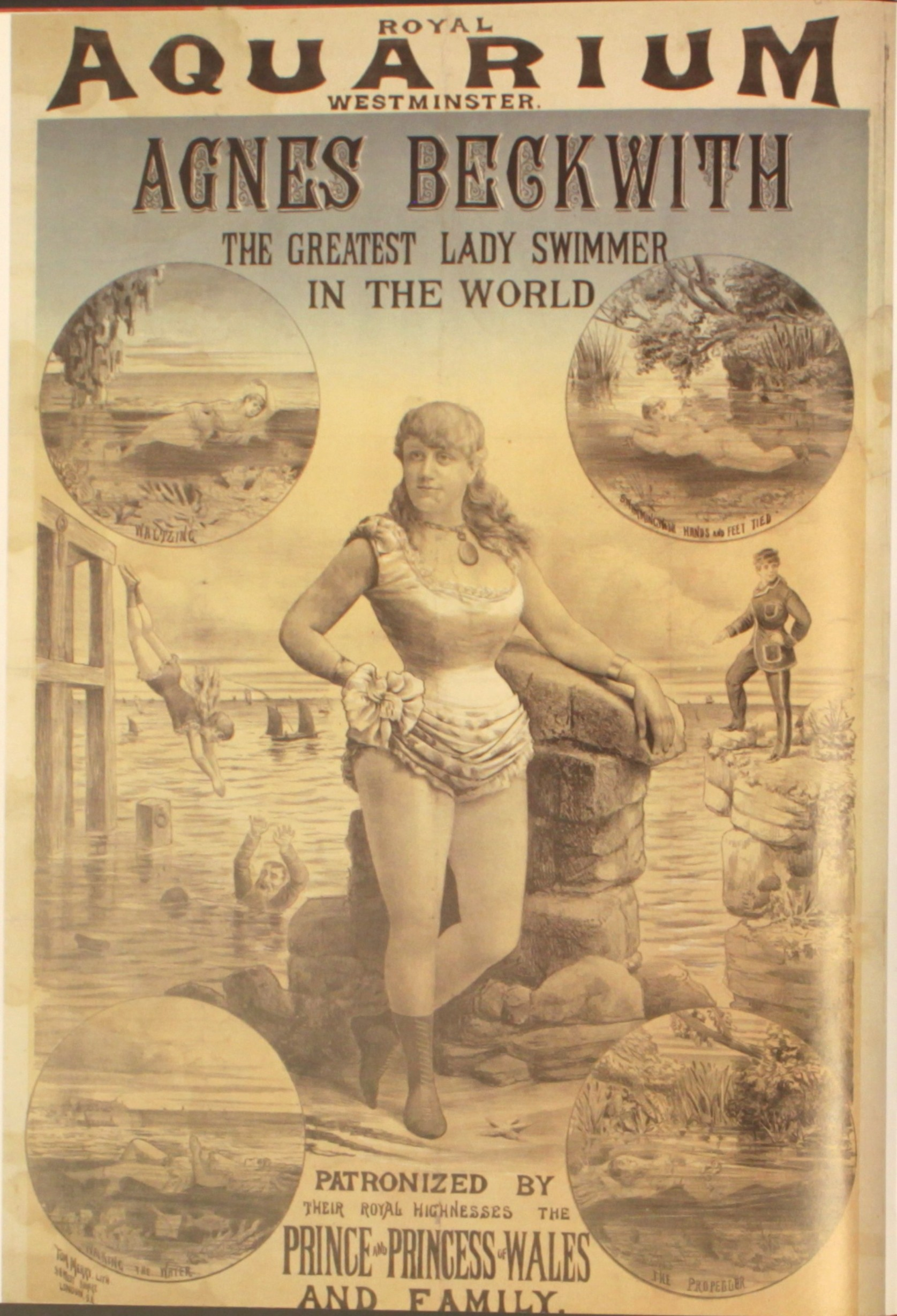
Affiche promotionnelle pour un spectacle d'Agnes Beckwith au Royal Aquarium vers 1885.

Le Royal Aquarium était une salle de spectacles et lieu d'attractions à Londres. Ouverte en 1876, elle fut détruite en 1903. Située juste en face de l'abbaye de Westminster, elle a été remplacée par le Westminster Central Hall.
Le hall principal, inspiré du Crystal Palace faisait 104 mètres de long et 49 m de large. Décoré de plantes exotiques, il abritait 13 aquariums pouvant aussi être utilisés pour y organiser des spectacles. Le bâtiment disposait aussi d'une patinoire, d'une galerie d'art ainsi que d'un théâtre, l'Imperial Theatre.
Parmi les attractions aquatiques, la troupe de Fred Beckwith s'y produisit toutes les années 1880, avec en vedette sa fille Agnes Beckwith.